# Aedes baisasi
Aedes baisasi är en tvåvingeart som beskrevs av Knight och Hull 1951. Aedes baisasi ingår i släktet Aedes och familjen stickmyggor.
Artens utbredningsområde är Filippinerna. Inga underarter finns listade i Catalogue of Life.